# Jan Caubergh
Jan Caubergh (Lanaken, 18 september 1934 – Brugge, 29 november 2013) was een Belgisch seriemoordenaar. In 1966 kreeg hij 25 jaar dwangarbeid voor zijn aandeel in een roofoverval waarbij zijn bende een verpleegster neerschoot die zwaar verminkt raakte en later zelfmoord pleegde. In 1977 kwam hij voorwaardelijk vrij.
Op 21 februari 1979 verkrachtte hij zijn zwangere buurmeisje Yvonne Smits (19) en vermoordde haar vervolgens met een schot in de rug. Later schoot hij zijn vriendin Rina Van Geldorp (24) neer en wurgde hij hun vijf maanden oude zoontje Nicky. Een politieagent verwondde hij ernstig met een long rifle. Hij doorzeefde een politiewagen met twee long rifles in een poging een tweede politieagent en een politieofficier te liquideren. Na een klopjacht van enkele dagen waarbij hij zich verscholen had op binnenschepen op het Albertkanaal en een kroonkurkenfabriek in Deurne werd hij gearresteerd in een hotel in de Atheneumbuurt te Antwerpen. Het leverde hem de doodstraf op, die omgezet werd in levenslange gevangenisstraf.
In 2003 stak Caubergh een begeleider neer met een taartmes tijdens een uitstapje uit de centrale gevangenis van Leuven. De begeleider overleefde de aanslag. In september 2010 kreeg Caubergh daarvoor nog eens 12 jaar cel. Hij sleet meer dan 45 jaar van zijn leven tussen de gevangenismuren, waarvan de laatste 34,5 jaar onafgebroken. Dat maakte van hem een van de langstzittende gedetineerden van het land. Hij behoorde tot de grootste psychopathische moordenaars van het land.
Op 5 november 2013 berichtten verschillende Belgische media dat Caubergh in het penitentiair complex Brugge was overleden. Dat werd enkele dagen later ontkend door het Belgische Gevangeniswezen. Hij stierf uiteindelijk op 29 november 2013. Hij was op dat ogenblik de oudste gedetineerde van België.